# 康王短稜介
康王短稜介（学名：Bairdoppilata kangwanga）为土菱介科短稜介屬下的一个种。